# Aksel Kankaanranta
Aksel Kankaanranta (* 28. Januar 1998 in Turku) ist ein finnischer Sänger. Er sollte Finnland beim Eurovision Song Contest 2020 in Rotterdam mit dem Lied Looking Back vertreten. Der Wettbewerb musste aber am 18. März 2020 aufgrund der COVID-19-Pandemie abgesagt werden.

## Leben
2017 erreichte Aksel Kankaanranta durch seine Teilnahme an The Voice of Finland Bekanntheit, wo er den zweiten Platz hinter der Gewinnerin Saija Saarnisto belegte. Im darauffolgenden Jahr arbeitete er mit dem finnischen Rapper Pyhimys zusammen. Ihr Lied Jättiläinen erreichte Platz 1 der finnischen Charts und wurde das erfolgreichste Lied des Jahres in Finnland.
Mit seinem Lied Looking Back nahm Kankaanranta 2020 beim finnischen Vorentscheid für den Eurovision Song Contest 2020, Uuden Musikiin Kilpailu, teil. Dort gewann er am 7. März mit 170 Punkten, nachdem er das Juryvoting mit 76 Punkten gewonnen und bei der Zuschauerabstimmung mit 94 Punkten den zweiten Platz belegt hatte. Somit sollte er Finnland beim Eurovision Song Contest 2020 im Zweiten Halbfinale am 14. Mai 2020 vertreten. Der Wettbewerb musste aber abgesagt werden.
2021 nahm Aksel Kankaanranta erneut beim finnischen Vorentscheid für den Eurovision Song Contest, Uuden Musiikin Kilpailu, teil. Dort belegte er mit seinem Lied Hurt jedoch nur den fünften Platz, Sieger war die Gruppe Blind Channel.